# مايك بالمر
مايك بالمر (بالإنجليزية: Mike Palmer)‏ هو لاعب كرة قدم أمريكية أمريكي، ولد في 2 فبراير 1890 في مقاطعة كولومبيا في الولايات المتحدة، وتوفي في 16 مارس 1972.